# Argentino Arsendi

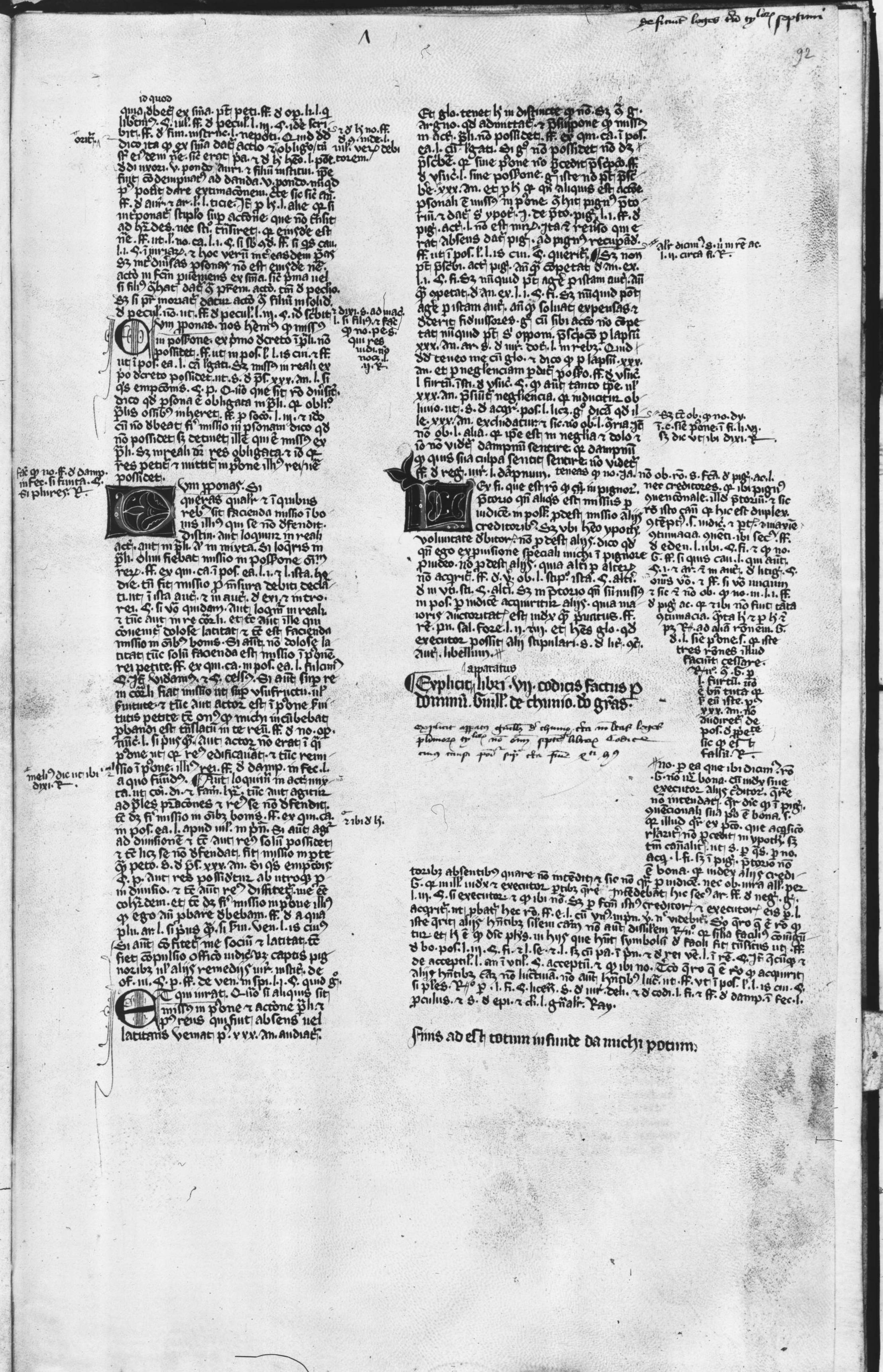
Repetitio ad D. 28.6.12, manoscritto, XIV secolo

Argentino Arsendi, latinizzato come Arsendinus (seconda metà del XIV secolo – tra il 1386 e il 1389), è stato un giurista e diplomatico italiano attivo dal 1351 al 1386.

## Biografia
Figlio di Raniero Arsendi, non si posseggono notizie certe sulla data di nascita e sul luogo, né il percorso di studio; certa è invece è la sua attività diplomatica al servizio dei Carraresi. Il suo nome comparve per la prima volta a Padova nel 1351 come professore di diritto e, come notifica il Diplovataccio, insegnante civilista presso lo Studio patavino, per poi nel 1358 essere chiamato alla lettura ordinaria dei Codice nello Studio fiorentino. Nel 1382 risultava appartenente al collegio padovano dei giuristi.
Egli fu un personaggio molto vicino alla corte di Francesco I da Carrara, tanto da ricoprire il ruolo di negoziatore politico e diplomatico, come testimonia l'incarico a lui concesso di elevare una contro-protesta per alcuni ambasciatori veneziani i quali lamentarono la violazione dei confini (1369). Nel 1370 riuscì ad ottenere un'alleanza, in nome del Carrarese, con i marchesi Estensi, Firenze e il Papa. L'anno seguente, invece, insieme ad altri ambasciatori si occupò di trovare un accordo con Venezia, la quale minacciò di invadere i territori padovani se non le fossero consegnati dei castelli confinanti. Tale controversia sfociò presto in una vera e propria guerra; Arsendi venne presto scelto come consigliere del principe nelle fasi decisionali del conflitto e in seguito nelle trattative per la pace, dove ebbe l'incarico di recarsi da Amedeo di Savoia a Torino, il quale s'era interposto come mediatore tra le due città. Sul prestigio che godeva il suo nome, il Gloria raccolse numerosi documenti i quali testimoniano e confermano il ruolo di primo piano che godeva presso i Carraresi.
Tra le sue opere a noi pervenute ricordiamo: il Repetitio... in l. si filius qui patri ff. de vulga. et pupil.[D. 28.6.12], in Repetitiones... in varia iuris-consultorum responsa, III, Lugduni 1553, ff. 404r-406v; dei Manoscritti a Basilea, Universitätsbibliothek, C. I. 6, ff. 93r-95v (dapprima attribuito per errore dallo Stelling-Michaud a Raniero), e nella Biblioteca Apostolica Vaticana, Cod. Vat. lat.2605, ff. 21gr-221r; Additiones e correzioni alla Olossa, fra quelle di numerosi commentatori, in un manoscritto del Digestum Novum appartenuto a Matteo Mattesillani, conservato nella Biblioteca Marciana: Marc. Lat., Z, 205 (= 1606). Frequenti in questa opera gli spunti tratti dal diritto statutario, in ispecie da quello padovano. La "subscriptio" a un consiglio di Angelo degli Ubaldi datato 1385, in G. B. Ziletti, Criminalia consilia...,I, Venetiis 1560, n. 25, p. 50. Il ricordo di un consiglio ("... et hoc etiam tenuit et consuluit Arstodinus [sic!] de Forlivio...") in materia d'usura, in Pietro d'Ancarano, Consilia..., Venetiis 1568 (e 1585), n. 376, f. 200v. Due consigli di Baldo, del 1356 e del 1356 circa, recano - secondo annotazioni manoscritte di J. Morelli a una copia, conservata nella Biblioteca Marciana, dei Fasti Gymnasii Patavini del Facciolati - anche la sottoscrizione dell'Arsendi. Infine si ricorda la rielaborazione, compiuta nel 1384 a Padova, insieme a tre altri doctores legum e a tre consiliarii, degli statuti di Treviso assoggettata ai Carraresi. Le disputationes di Arsendi furono particolarmente studiate e apprezzate anche dai contemporanei, come lo storico Enrico Besta, il quale fa notare l'accuratezza dell'apparato di annotazioni al Digestum novum, pertanto egli colloca l'opera dell'Arsendi sotto l'influenza delle scuole giuridiche francesi, soprattutto per lo "spirito vivace di indipendenza verso la Glossa accursiana".
Della sua vita privata sappiamo che si sposò due volte ed ebbe un figlio di nome Ubertino.
Si spense tra il 9 marzo 1386 (ultimo documento nel quale risulta ancora vivo) e il 5 febbraio 1389 (primo documento in cui risulta morto).

## Opere

### Manoscritti
- Repetitio ad D. 28.6.12, XIV secolo, Basel, Universitätsbibliothek, Handschriften, C.I.6,  ff. 93r-95v.